# Nowa Jerozolima (kalwaria)

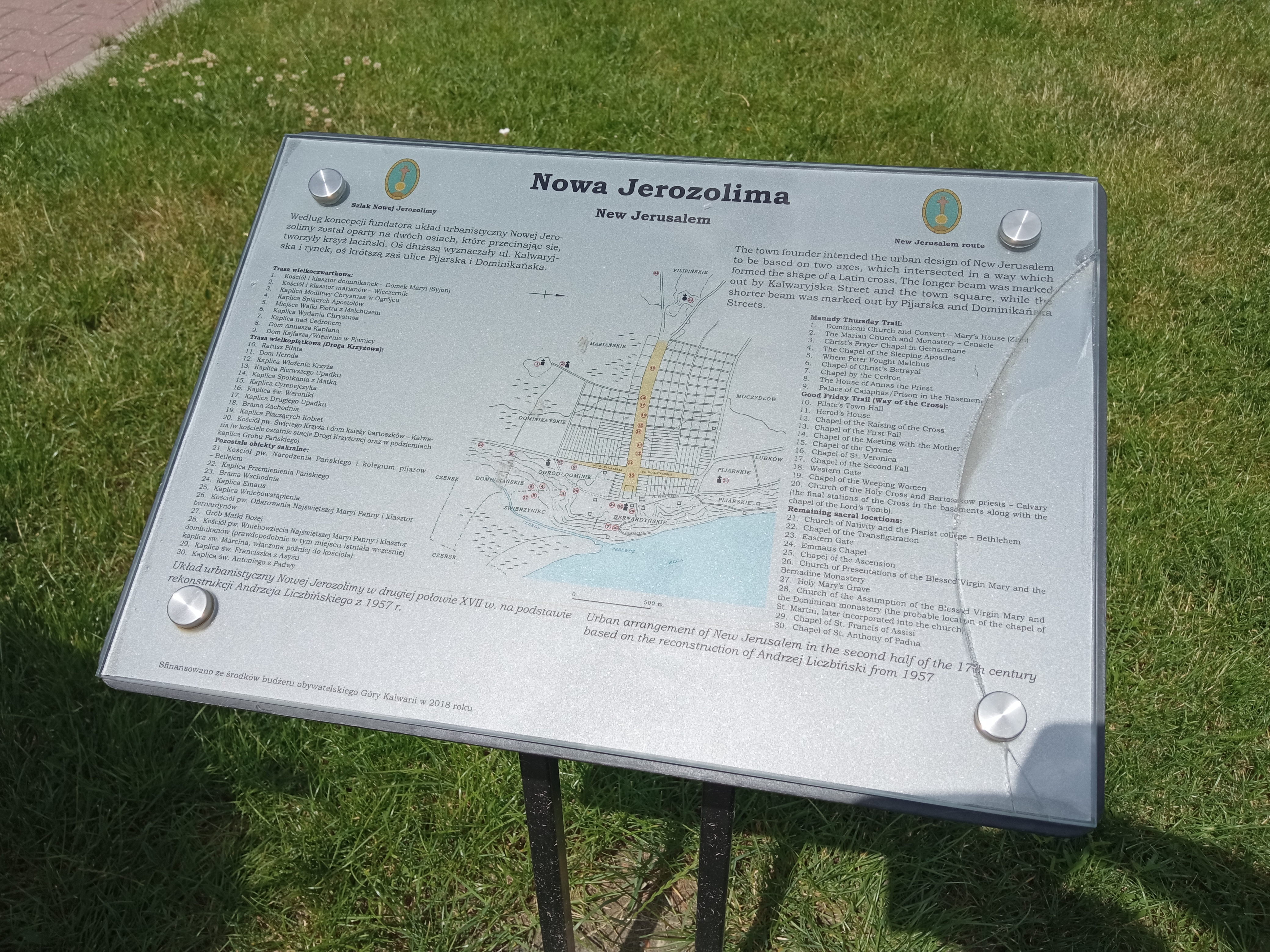
Tablica pamiątkowa dot. Nowej Jerozolimy w Górze Kalwarii

Nowa Jerozolima – założenie urbanistyczne kalwarii katolickiej, przeprowadzone w  1670 r. przez biskupa poznańskiego Stefana Wierzbowskiego na miejscu dzisiejszej Góry Kalwarii. Wybudowano tam drogi na wzór Dróg Krzyżowych w Kalwarii Zebrzydowskiej czy Wejherowskiej. Pozmieniano nazwy niektórych miejsc, rzek i ulic, wybudowano klasztory dominikanów, pijarów i marianów. Ulice wysypano przywiezioną z Jerozolimy ziemią. Wyznaczono Drogę Krzyżową z końcem na wzgórzu nazwanym Kalwarią.
Zabroniono osiedlać się Żydom. W zaborze pruskim zsekularyzowano większość dóbr kościelnych.